# Agger

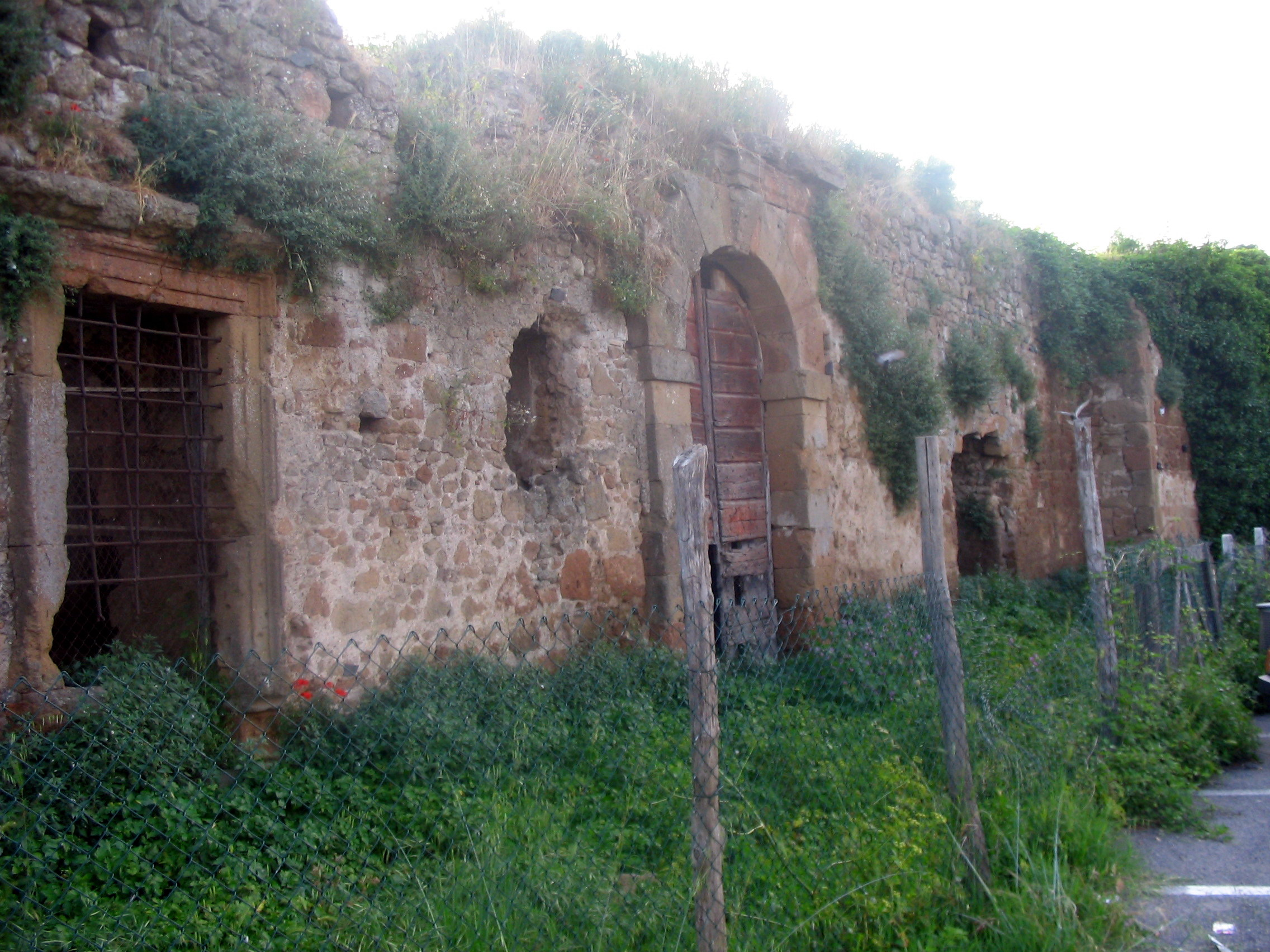
Restos del agger de Ardea (Italia).

Agger es un antiguo término romano que designa un terraplén, rampa o parapeto, y que procede del vocablo latino aggero, que significa "dirigir" o "hacer un montículo".
Suele utilizarse específicamente para los terraplenes elevados y abovedados de las calzadas romanas. El agger se construía en primer lugar excavando el trazado de la calzada, para construir después unos cimientos firmes, que eran rellenados con la tierra extraída que luego era compactada. A continuación se añadía la tierra obtenida de las zanjas de drenaje excavadas a uno o ambos lados de la calzada (fossa), y se recubría con capas alternas de piedra y adoquines. El trazado de una calzada romana puede localizarse habitualmente mediante la distintiva línea del agger a través del paisaje.
Agger es también el nombre que recibe una zona concreta de las Murallas Servianas de Roma, que protegía la ciudad en su lado más vulnerable, el Campo Esquilino, y consistía en un doble parapeto custodiado por poderosos bastiones.
La técnica del agger también fue empleada como arma de asedio: cuando una ciudad o fortaleza enemiga era sitiada, solía erigirse un agger para salvar las murallas de la ciudad y permitir a la infantería tomar la plaza por asalto. Uno de los ejemplos de agger más notables y mejor conservados de la época romana lo constituye la rampa de acceso a la fortaleza de Masada.
- Datos: Q81618
- Multimedia: Complesso imperiale di Roma Termini / Q81618